# Regione di Surxondaryo
La regione di Surxondaryo, Surkhondaryo o Surkhandarya (in usbeco Surxondaryo viloyati; in russo Сурхандарьинская область, Surkhand'inskaja oblast) è una regione (viloyat) dell'Uzbekistan, situata nella parte meridionale del paese, ai confini con il Tagikistan, il Turkmenistan e l'Afghanistan. Prende il nome dall'omonimo fiume, che scorre nella regione.

## Geografia antropica

### Suddivisioni amministrative
La regione è suddivisa in 14 distretti (tuman):

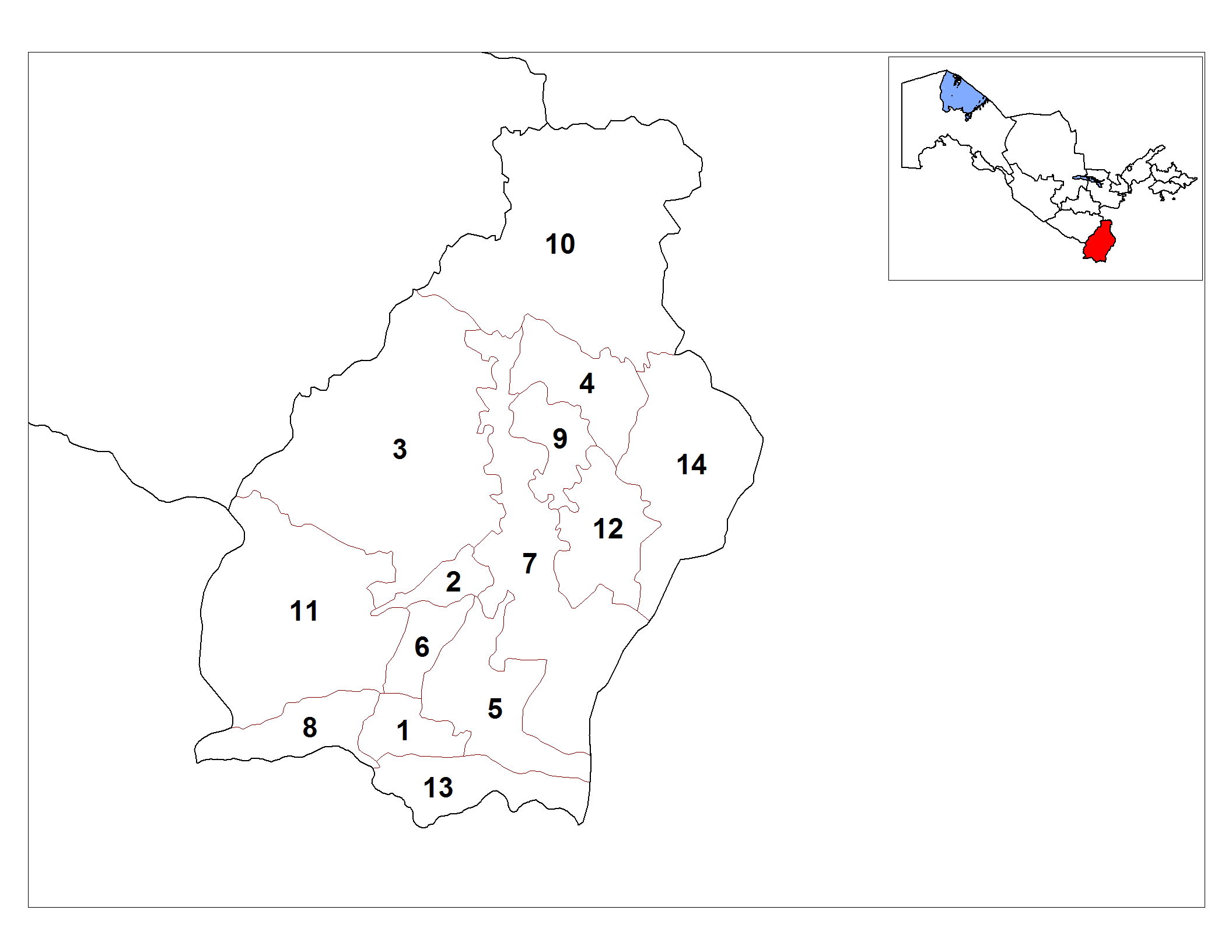
Distretti di Surxondaryo

|    | Nome del distretto      | Capoluogo  |
| -- | ----------------------- | ---------- |
| 1  | Distretto di Angor      | Angor      |
| 2  | Distretto di Bandikhon  | Bandikhon  |
| 3  | Distretto di Boysun     | Boysun     |
| 4  | Distretto di Denov      | Denov      |
| 5  | Distretto di Djarkurgan | Djarkurgan |
| 6  | Distretto di Qiziriq    | Sariq      |
| 7  | Distretto di Qumkurgan  | Qumkurgan  |
| 8  | Distretto di Muzrabod   | Khalkobod  |
| 9  | Distretto di Oltinsoy   | Qarluq     |
| 10 | Distretto di Saryasia   | Saryasia   |
| 11 | Distretto di Sherobod   | Sherobod   |
| 12 | Distretto di Shurchi    | Shurchi    |
| 13 | Distretto di Termiz     | Termiz     |
| 14 | Distretto di Uzun       | Uzun       |